# Jacques de Thier
Jacques de Thier (* 15. September 1900 in Heusy, Verviers; † 21. Oktober 1996 in Ixelles, Brüssel) war ein belgischer Diplomat.

## Leben
Jacques de Thier studierte Rechtswissenschaft an der Universität Lüttich. Von Dezember 1932 bis Mai 1935 und von Oktober 1936 bis Februar 1938 war er an der belgischen Botschaft in Berlin akkreditiert. Danach wurde er zum Botschaftssekretär befördert; von 1940 bis April 1944 war er in Washington, D.C. als Botschaftsrat.
Von April 1944 bis zum 15. Dezember 1946 war er Geschäftsträger in Madrid. Jacques de Thier verhandelte mit der Regierung von Francisco Franco über eine Auslieferung von Léon Degrelle.
Paul-Henri Spaak hatte öffentlich die Auslieferung Degrelles als Voraussetzung zur Entsendung eines Botschafters gemacht.
Von 1948 bis 1955 war Jacques de Thier Generalkonsul in New York City. Im Februar 1957, als Botschafter in Mexiko-Stadt, erklärte er, dass das Niederschlagen des ungarischen Volksaufstandes nicht mit der französischen Doktrin im Algerienkrieg zu vergleichen sei.
Von 1958 bis 1962 war er Botschafter in Ottawa, Kanada, und von 1962 bis 1965 Ambassador to the Court of St James’s.